# Salzenforst
Salzenforst (hornolužickosrbsky  Słona Boršć) je místní část velkého okresního města Budyšín v Horní Lužici v německé spolkové zemi Sasko. Nachází se v zemském okrese Budyšín a má 275 obyvatel.

## Geografie
Salzenforst se nachází západně od centra města Budyšín. Nejvyšším bodem je Chorberg (268 m) ve východní části vsi. Kopec je zároveň nejvyšším bodem celého území města Budyšín. Jižně od zástavby prochází dálnice A4. Okolí vsi je málo zalesněné, převážně zemědělsky využívané. Ve východní části území se nachází dvě štěrkovny. Vsí prochází Svatojakubská cesta.

## Historie
První písemná zmínka pochází z roku 1359, kdy je ves zmiňována jako Salczforst. Dne 19. května 1813 využil Napoleon Bonaparte zdejší vrch Chorberg k obhlídce terénu před bitvou plánovanou na následující den. V roce 1948 se k Salzenforstu připojily vsi Schmochtitz, Niederuhna, Oberuhna a Löschau, o dva roky později pak Temritz. Roku 1969 vytvořil Salzenforst spolu se sousední obcí Bolbritz novou obec Salzenforst-Bolbritz. Ta se roku 1994 připojila ke Kleinwelce a v roce 1999 k Budyšínu.

## Obyvatelstvo
Vesnice náleží k lužickosrbské oblasti osídlení.

## Osobnosti
- Jakub Delenka (1695–1763), sochař
- Handrij Zejler (1804–1872), lužickosrbský básník